# Gods of War
Gods of War é o décimo álbum de estúdio da banda estadunidense de heavy metal Manowar, lançado em 26 de fevereiro de 2007. É o primeiro de uma série de álbuns dedicados aos deuses de diferentes mitologias. Gods of War é centrado em Odin, deus supremo na Mitologia Nórdica.

## Faixas
Todas as faixas escritas, mixadas e produzidas por Joey DeMaio, exceto "Sleipnir", por Joey DeMaio e Karl Logan.
| N.º | Título                                          | Duração |  |
| 1.  | "Overture to the Hymn of the Immortal Warriors" | 6:19    |  |
| 2.  | "The Ascension"                                 | 2:30    |  |
| 3.  | "King of Kings"                                 | 4:17    |  |
| 4.  | "Army of the Dead, Pt. I"                       | 1:58    |  |
| 5.  | "Sleipnir"                                      | 5:13    |  |
| 6.  | "Loki God of Fire"                              | 3:49    |  |
| 7.  | "Blood Brothers"                                | 4:54    |  |
| 8.  | "Overture to Odin"                              | 3:41    |  |
| 9.  | "The Blood of Odin"                             | 3:57    |  |
| 10. | "Sons of Odin"                                  | 6:23    |  |
| 11. | "Glory Majesty Unity"                           | 4:41    |  |
| 12. | "Gods of War"                                   | 7:25    |  |
| 13. | "Army of the Dead, Pt. II"                      | 2:20    |  |
| 14. | "Odin"                                          | 5:26    |  |
| 15. | "Hymn of the Immortal Warriors"                 | 5:29    |  |
| 16. | "Die for Metal" (faixa bônus)                   | 5:16    |  |

## Membros
- Joey DeMaio – baixo e teclado
- Eric Adams – vocal
- Karl Logan – guitarra
- Scott Columbus – Bateria

## Desempenho nas paradas
| Parada musical (2007)                         | Posição |
| --------------------------------------------- | ------- |
| Suíça (Schweizer Hitparade)                   | 21      |
| Alemanha (Offizielle Deutsche Charts)         | 2       |
| Áustria (Ö3 Austria Top 40)                   | 9       |
| França (SNEP)                                 | 109     |
| Bélgica (Ultratop Flandres)                   | 62      |
| Suécia (Sverigetopplistan)                    | 17      |
| Finlândia (Suomen virallinen lista)           | 12      |
| Noruega (VG-lista)                            | 36      |
| Itália (FIMI)                                 | 35      |
| Espanha (PROMUSICAE)                          | 85      |
| Estados Unidos (Billboard Top Heatseekers)    | 20      |
| Estados Unidos (Billboard Independent Albums) | 46      |